# Los justos (película)
Los justos es una película de comedia policial argentina de 2024 dirigida y escrita por Martín Piñeiro. Está protagonizada por Arturo Puig, Claudio Rissi y Claudia Lapacó. La película se estrenó el 4 de julio de 2024 en las salas de cines de Argentina. Fue la última película que Rissi grabó antes de morir.

## Sinopsis
Sigue la historia de Atilio, un anciano que por pedido de su hija se muda a un geriátrico, donde conoce a Beto y lo convence de escaparse para visitar por la noche el cementerio para ver la tumba de su difunta esposa. Al plan se suma Rosa, una mujer inteligente que los ayuda, sin embargo, esa noche en el cementerio son testigos de una operación delictiva comandada por un grupo de mafiosos que se dedica al lavado de dinero. A partir de esto, Atilio, Beto y Rosa comienza su propia investigación para resignificar su vida.

## Elenco
- Arturo Puig como Atilio
- Claudio Rissi como Beto
- Claudia Lapacó como Rosa
- Luis Ziembrowski como Franelli
- Muriel Santa Ana como Mónica
- Mirta Wons como Luisina
- Luz Palazón como Laura
- Federico Salles como «Turco»
- Gastón Cocchiarale como Vendedor de la funeraria

## Recepción

### Comentarios de la crítica
La película recibió críticas mixtas por parte de la prensa. Pablo De Vita de La Nación señaló que «Los justos cae repetidamente en el estereotipo y el espectador puede intuir que algo no termina de funcionar bien, pero esa tensión es disimulada por el enorme talento de su elenco». Juan Pablo Russo de Escribiendo cine notó que «a pesar de estos altibajos, Los Justos es una propuesta que destaca por su originalidad y por el esfuerzo de su elenco».
En una reseña para Ámbito Financiero, Paraná Sendrós escribió «Martín Piñeiro evitó, por suerte, los artificios del cine publicitario. El guion tiene, en cambio, algunos agujeros que pudieron ser subsanables. Tampoco se aprovecha demasiado al resto del elenco, pero nadie es perfecto».

### Premios y nominaciones
| Lista de premios y nominaciones | Lista de premios y nominaciones        | Lista de premios y nominaciones | Lista de premios y nominaciones | Lista de premios y nominaciones | Lista de premios y nominaciones |
| Año                             | Organización                           | Categoría                       | Nominado/a(s)                   | Resultado                       | Ref(s)                          |
| ------------------------------- | -------------------------------------- | ------------------------------- | ------------------------------- | ------------------------------- | ------------------------------- |
| 2024                            | Premios Martín Fierro de Cine y Series | Mejor actor de comedia          | Claudio Rissi                   | Nominado                        | [ 7 ]                           |